# 篠原立
篠原 立（しのはら りゅう、1999年2月5日 - ）は日本の俳優。茨城県出身。J-beans所属。身長170。B 64/W 55/H 67。2008年『エジソンの母』(TBS)でデビュー。

## 人物・エピソード
- 2008年より芸能活動を始める。
- 現在はセントラルからJ-beansに所属事務所を移しており、その傍ら2013年3月には野村俊、佐藤宏紀らとM ACT CREWに加入。
- M ACT CREWのメンバーとしてUSTREAM放送や松永一哉プロデュース公演 第二弾「Midnight Traveller」に出演するも、2013年12月をもってM ACT CREWは解散した。[2]

## 出演

### テレビドラマ
- エジソンの母（2008年、TBS）
- 252〜生存者あり〜エピソードゼロ（2008年、日本テレビ）
- マイガール（2009年、テレビ朝日） - 少年 役

### テレビ番組
- ピラメキーノ 子役恋物語シーズン3（2009年、テレビ東京）[3]
- 超再現!ミステリー林檎と蛇のゲーム（2012年、日本テレビ）
- 中居正広の金曜日のスマたちへSP（2012年、TBS） - 鈴木敏文 役
- ファミリーヒストリー 「水野美紀～北の大地、女たちが下した決断～」（2013年1月14日、NHK）
- ラブネプ（2013年、TBS） - 野球少年 役

### 舞台
- 水戸芸術館子供演劇「星の下、青い夜の王国」（2010年3月26日 - 28日、水戸芸術館 ACM劇場） - プティ 役
- Midnight Traveller（2013年10月12日 - 20日、 ブディストホール） - ウサギA 役
- タイプスプロデュース「マクベス」（2014年4月23日・24日、座・高円寺2） - メンティースの息子 役[4]
- ミュージカル『テニスの王子様』3rdシーズン - 加藤勝郎 役[5]
  - 青学vs不動峰（2015年2月13日 - 5月17日、 TOKYO DOME CITY HALL 他）[6]
  - TEAM Live SEIGAKU（2015年6月10日 - 14日・27日・28日、AiiA 2.5 Theater Tokyo 他）[7]
  - 青学vs聖ルドルフ（2015年9月5日 - 11月3日、TOKYO DOME CITY HALL 他）[8]
  - 青学vs山吹（2015年12月24日 - 2016年2月21日、TOKYO DOME CITY HALL 他）[9]
  - Dream Live 2016（2016年5月13日 - 15日・20日 - 22日、パシフィコ横浜 他）[10]
  - 青学vs氷帝（2016年7月14日 - 9月25日、TOKYO DOME CITY HALL 他）[11]
- 舞台「BRAVE10」（2017年6月28日 - 7月2日、全労済ホール/スペース・ゼロ） - 弁丸 役[12]
  - 舞台「BRAVE10 燭〜ともしび〜」（2018年7月26日 - 29日、なかのZERO 大ホール） - 弁丸 役[13]
- ACM劇場プロデュース公演 / 未来サポートプロジェクト「海辺の鉄道の話」（2018年9月20日 - 24日、水戸芸術館 ACM劇場）[14]
- ゆうくんとマットさんの『おじいちゃんはロボットはかせ』（2021年5月1日 - 5日、水戸芸術館 ACM劇場）[15]

### イベント
- M ACT event vol.3「New comer & Speciality」（2013年3月9日、新大久保bto）
- M 4th event〜松永一哉 15th Anniversary〜（2013年6月29日、アンドロイドルカフェ）
- M 5th event（2013年8月25日、Live Café 以心伝心）

### CM
- 東京電力（2009年）
- フマキラー おすだけベープ（2012年）
- JACリマーカブル・オブ・ザ・イヤー授賞作品 吉村瞳「フルーツバスケット」（2013年）